# Nino Segarra
Nino Segarra (* 1954 in Maricao, Puerto Rico) ist ein puerto-ricanischer Salsamusiker und Komponist.

## Werdegang
Nino Segarra wurde in einer Musikerfamilie geboren und lernte früh, Instrumente wie Gitarre und Trommeln zu spielen. Seit 1976 spielte er in lokalen Bands wie The Monarc oder Mundo de Ponce. Mit Mundo de Ponce machte er seine ersten Aufnahmen. Auf der Inter-American University in San German, Puerto Rico studierte Segarra Musik und schloss mit dem Bachelor ab. Segarra begann seine Karriere mit musikalischen Arrangements für Theateraufführungen und Smphonieorquester. Ab 1988 arrangierte er Stücke für Andy Montañez, Marvin Santiago, Eddie Santiago, Oscar D’León und viele andere Salsainterpreten. Für sich arrangierte und produzierte er Titel wie „Con la Musica por dentro“, „El Maestro“, „Solo por Tí“, „Loco de Amor“ und „Porque te Amo“. Letzterer wurde ein Nummer-eins-Hit bei der hispanischen Bevölkerung der USA, Puerto Rico und Lateinamerika. 1998 nahm er das Album „Romantico Salsero“, welches ebenfalls ein großer Erfolg wurde. Im September 2001 nahm Nino Segarra an einem großen Salsakonzert mit Eddie Santiago, Willie Gonzales und David Pabón in Medellín/Kolumbien teil und 2004 zusammen mit Pabón am ersten International Cup of Salsa in Lima/Peru. Dort sang er seine eigene Komposition Vivo por Ella, welche er Tito Puente widmete. Es folgten weitere Tourneen durch Venezuela und den USA. Nino Segarras Cousin Eddie Segarra ist ebenfalls Musiker der Salsa- und Merengueband Kinkajou in Dallas/Texas.

## Diskografie
- Que Viva La Salsa (1987)
- La Fuente (1989)
- Con La Musica Por Dentro (1990)
- El Maestro (1990)
- Entre La Espada Y La Pared (1991)
- Loco De Amor (1992)
- Exitos Y Mas Exitos (1995)
- Romantico Salsero (1998)
- Vivo Por Ella (2004)
- De Nino A Nino (2007)[1]

## Titel
Zu seinen bekanntesten Titeln gehören:
- Darlo Todo O Nada
- Te Amo Y Me Amas
- Probemos Como Amantes
- Te Deseo
- Me Parece*
- Me Separo De Tu Vida
- Chiquilla
- Ajena
- Mas Potpourri „Homenaje A Puerto Rico“: Romance Del Campesino / Amanecer Borinca
- Entre La Espada Y La Pared, Entiendeme
- Eres La Unica
- Ha Sido Un Golpe Muy Bajo
- Oh Mama
- Escuchame
- Ven A Mi Lado
- Labios Virginales
- Porque Tu
- Digan Lo Que Digan
- Y Nos Amamos
- Ella Es En Mi Vida
- Con La Puerta Cerrada
- Como Yo Te Ame
- Solo Por Ti
- Me Imagino
- Boleros De Felipe Pirela: Unicamente Tu/Sombras, Me Estas Matando De Mas